# كيربي ألان
كيربي ألان (بالإنجليزية: Kirby Allan)‏ هو ملحن ومنتج أسطوانات أمريكي، ولد في 12 يناير 1928 في بريسكوت في الولايات المتحدة، وتوفي في 16 يونيو 2011 في ميسا في الولايات المتحدة.